# پورلامار
پورلامار (به اسپانیایی: Porlamar) یک شهر در ونزوئلا است که در Mariño واقع شده‌است. پورلامار ۱۴۴٬۸۳۰ نفر جمعیت دارد و ۱۰ متر بالاتر از سطح دریا واقع شده‌است.